# Manuel Margot
Manuel Margot Gómez (San Cristóbal, 28 de septiembre de 1994) es un jugador dominicano de béisbol profesional que pertenece a los Tampa Bay Rays de las Grandes Ligas (MLB), juega como jardinero central.
Anteriormente jugó para los San Diego Padres de 2016 al 2019.

## Carrera de liga menor
Los Boston Red Sox firmaron a Margot como agente libre internacional de la "Dominican Prospect League" en julio del año 2011. Recibió un bono de $ 800 000. A sus 17 años comenzó su carrera profesional con el nivel Rookie, de la Liga de Verano Dominicano de los Boston Red Sox, en la temporada 2012. En su debut profesional, Margot fue reconocido como el mejor jugador de liga menor latino de los Medias Rojas de Boston. Al colocar una línea ofensiva de .285/.382/.423 con 38 bases robadas en justo 68 juegos, obteniendo un sitio en el "DSL All-Star team". Considerado como un bateador paciente recibió más transferencias que ponches en la DSL (36-a-25 en 260 turnos al bate).
Margot ascendió dos niveles hasta los "Lowell Spinners" en 2013 y jugó como la regular más joven en la "Short-Season A" con los New York–Penn League. Luego de su exitoso debut, Margot logró conectar un hit en 12 de sus primeros 15 juegos con Lowell, acumulando una línea de .254/.343/.307 hasta el 24 de julio, cuando una lesión en el tendón de la corva lo detuvo. Después de una temporada en la lista de lesionados, regresó el 16 de agosto mostrando destellos de su potencial con .447/.475/.658 en sus primeros ocho juegos. Terminó el año con un promedio de .270 y 18 bases robadas en solo 49 juegos.
Margot jugó para el "Low A Greenville Drive" de la South Atlantic League en 2014. En sus primeros 99 juegos en Greenville, registró una línea de .282/.362/.418 con 10 jonrones y 45 carreras impulsadas, mientras lideraba con 105 hits y 61 carreras anotadas, y la organización de los Medias Rojas con 39 bases robadas. Como resultado, fue ascendido a "High A Salem Red Sox" de la Liga de Carolina el 15 de agosto. En 2014, Margot bateó .340/.356/.560 en solo 18 juegos para Salem, combinándose para una línea de .293/.356/.462 con 12 jonrones y 59 carreras impulsadas en 115 concursos en las dos temporadas. Además, lideró el sistema de menores del equipo con 42 bases robadas. Fue solo la última parte de lo que fue una temporada muy sólida en la organización a pesar de su juventud. Como tal, subió del N.º 11 al N.º 4 en la lista de MLB.com en los "Top 20 Boston Red Sox Prospects".
En 2015, Margot mejoró su línea de corte hasta .282/.321/.420 a lo largo de 46 juegos con Salem, y obtuvo un ascenso a Doble-A con los "Portland Sea Dogs" a mitad de temporada. Sus cinco triples estaban empatados en el tercer lugar en la Liga de Carolina, mientras que sus 20 robos en 25 intentos ocupaban el cuarto lugar en el circuito en el momento de su ascenso. Poco después, MLB.com anunció que sería miembro del Equipo Mundial en el Juego de Futuros antes del Juego de Estrellas de las Grandes Ligas. Margot luego registró una línea de bateo combinada de .271/.326/.419 con 25 bases extra y 19 robos en 109 juegos jugados para los "Sea Dogs". Durante el juego anual Field of Dream Fan Appreciation de los Sea Dogs en Hadlock Field, bateó para el ciclo e impulsó cinco carreras, el máximo de la temporada, cuando los "Sea Dogs" superaron a los New Britain Rock Cats, 10–5, convirtiéndose en el primer jugador de Portland. para ir a andar en bicicleta en Hadlock Field.
El 13 de noviembre de 2015, los Medias Rojas cambiaron a Margot, Javier Guerra, Carlos Asuaje y Logan Allen a los Padres de San Diego por Craig Kimbrel. El 19 de noviembre de 2015, los Padres agregaron a Margot a su lista de 40 hombres para protegerlo del draft de la Regla 5.
Margot comenzó la temporada 2016 con Triple-A El Paso Chihuahuas, donde jugó en 124 juegos, incluidas 117 aperturas en el jardín central. Bateó .304 con 6 jonrones y un OPS de .777. Los Padres lo ascendieron a las ligas mayores el 21 de septiembre de 2016.

## Carrera de Ligas Mayores

### Padres de San Diego
En su convocatoria de septiembre de 2016, Margot jugó en 10 juegos, incluidos siete como titular en el jardín central y uno en el derecho.
A pesar de una lesión en la rodilla que limitó su tiempo de juego en los entrenamientos de primavera, Margot entró en la lista del Día Inaugural de 2017 como jardinero central titular. Margot conectó cinco extrabases en sus primeros seis juegos de la temporada 2017, incluidos dos jonrones en apariciones consecutivas en el plato contra el abridor de los Gigantes de San Francisco, Matt Cain, el 8 de abril, y dos dobles contra el abridor de los Gigantes, Madison Bumgarner, el 9 de abril. Margot se perdió alrededor de un mes de la temporada en mayo y junio por una lesión en la pantorrilla. Margot terminó la temporada 2017 con una línea de bateo de .263/.313/.409 con 13 jonrones en 126 juegos, incluidas 121 aperturas en el jardín central. Terminó sexto en la votación de Novato del Año de la Liga Nacional.
Margot fue el jardinero central regular de los Padres en 2018, inició 123 juegos allí y solo se perdió 10 días en la lista de lesionados con costillas magulladas en abril. Su línea de bateo en la temporada cayó a .245/.292/.384 con 8 jonrones y 11 bases robadas. Fue considerado un defensor plus en el jardín central, sin hacer muchas jugadas destacadas.
Margot comenzó a perder tiempo de juego en el jardín central en 2019, haciendo 98 aperturas allí, mientras que Wil Myers recogió 58 de las aperturas del jardín central. Margot efectivamente se convirtió en parte de un pelotón con el jardinero de esquina zurdo Josh Naylor en la última parte de la temporada. Margot todavía jugó 151 juegos en la temporada, el máximo de su carrera, a menudo entrando como bateadora emergente o reemplazo defensivo. Margot bateó .234/.304/.387 en el año, con 12 jonrones en 398 turnos al bate. Tuvo 20 bases robadas en 24 intentos. En defensa, Margot lideró a los Padres con 11 outs por encima del promedio, ocupando el cuarto lugar en la Liga Nacional.
El 8 de febrero de 2020, los Padres de San Diego, cambiaron a Margot y al prospecto Logan Driscoll a los Rays de Tampa Bay a cambio del lanzador Emilio Pagán. Antes de ser canjeado a los Rays, Margot solo había jugado 8 entradas fuera del jardín central. Sin embargo, la destreza defensiva de Kevin Kiermaier hizo que Margot jugara más entradas en el jardín izquierdo y derecho. Margot terminó la temporada bateando .269 con un jonrón y 12 bases robadas. Los Rays terminaron la temporada con el mejor récord de la Liga Americana. En la Serie Wild Card contra los Toronto Blue Jays, Margot acertó tres de siete con un jonrón y tres carreras impulsadas. En la Serie Divisional contra los Yankees de Nueva York, Margot se fue uno de nueve con un jonrón de dos carreras. Los Rays vencerían a los Yankees en cinco juegos. En el juego 1 de la Serie de Campeonato de la Liga Americana contra los Astros de Houston, Margot conectó un jonrón de tres carreras en la primera entrada. En la segunda entrada, Margot saltó la pared del jardín derecho para anotar un "out" por una bola de "foul". A pesar de que este juego se jugaba en su antiguo campo local (Petco Park), Margot no sabía que la caída sobre este muro era de aproximadamente seis pies. En el juego 6 de la Serie de Campeonato de la Liga Americana, Margot conectó dos jonrones y registró tres carreras impulsadas mientras los Rays perdían por tres. Los Rays vencieron a los Astros en siete juegos y avanzaron a la Serie Mundial

## Vida personal
La mujer de Margot, Rachell, dio nacimiento a un hijo, Diamond, en julio de 2017. La familia tuvo un segundo niño en abril del año 2019.